# Brian Borrows
Brian Borrows (Liverpool, 20 december 1960) is een Engels voormalig voetballer die het grootste deel van zijn loopbaan actief was bij Coventry City. Borrows was een verdediger en speelde tussen 1985 en 1997 meer dan 400 competitiewedstrijden voor Coventry City in de First Division, vanaf 1992 de Premier League. Hij was jarenlang aanvoerder en won in 1987 met Coventry City de FA Cup, hoewel hij in de finale niet meespeelde wegens een knieblessure.

## Clubcarrière
Borrows' carrière liep ten tijde van enkele grote veranderingen in het moderne voetbal. Hij maakte als dertiger de begindagen van de huidige mediatisering mee die werd gecreëerd met de nieuwe Premier League. Borrows, een speler van de oude stempel, was nog steeds een vaste waarde bij Coventry City. In de Premier League verloor hij zijn plaats mettertijd aan Richard Shaw. 

### Everton
Borrows begon zijn professionele loopbaan als een geboren Liverpudlian bij de toenmalige topclub Everton, waar hij de jeugdreeksen doorliep en in 1980 doorstroomde naar het eerste elftal maar geen basisplaats kon afdwingen.

### Bolton Wanderers
Na drie seizoenen verruilde hij Everton voor Bolton Wanderers. Borrows was bij Bolton niet uit het elftal weg te denken en kwam in twee seizoenen aan 95 competitieduels. 

### Coventry City
Het leverde Borrows een transfer naar Coventry City op, in de jaren 80 een middenmoter in de First Division. Van zodra de club in de Premier League uitkwam, vocht hij vaak tegen de degradatie. Coventry flirtte jarenlang met de degradatie. Dit wist Borrows met de ploeg steeds te vermijden. 
Borrows miste zelden een wedstrijd voor Coventry City en was op het hoogste niveau de vaste rechtsachter of voorstopper van de club in de jaren 80 en 90. Borrows, als vleugelverdediger een speler met weinig frivoliteit, had een degelijke voorzet in de benen en was regelmatig strafschopnemer. Borrows scoorde 11 doelpunten in de kleuren van Coventry City, meestal uit een vrije schop of strafschop. Hij werd uitgeleend aan Bristol City in 1993. Borrows wordt door fans gezien als een clubicoon.
In zijn periode bij de club zou Coventry City voor het eerst in de 104-jarige clubgeschiedenis een beker in de lucht steken. De club won in 1987 de FA Cup door in de finale Tottenham Hotspur te verslaan met 3-2 na verlengingen. Helaas voor Borrows verdraaide hij zeven dagen voor de wedstrijd zijn knie. Borrows miste de finale als gevolg van deze blessure.

### Swindon Town
Na twaalf seizoenen verliet hij Coventry City in 1997 en sloot zijn loopbaan twee jaar later af bij Swindon Town, dat hem daarvoor al een half seizoen huurde.

## Trainerscarrière
Na zijn actieve loopbaan werd Borrows jeugdtrainer bij Coventry City. Borrows is ook houder van een UEFA-trainerslicentie, maar hij coachte nog niet op het hoogste niveau. 
Hij is nog steeds betrokken bij de ontwikkeling van jeugdspelers in dienst van de FA.

## Erelijst
| Competitie    |               |               |
| Competitie    | Aantal        | Jaren         |
| Coventry City | Coventry City | Coventry City |
| ------------- | ------------- | ------------- |
| FA Cup        | 1×            | 1986/87       |